# Шеньчженський метрополітен
Шеньчженських метрополітен (кит.: 深圳 地铁) Shēnzhèn dìtiě — транспортна система у місті Шеньчжень, Китай. Відкритий 28 грудня 2004 року, ставши п'ятим метрополітеном у континентальному Китаї. Станом на початок 2018 року  складається із 8 ліній та 199 станцій (169 підземних), загальна довжина ліній становить 286 км. Управляється Компанією метро Шеньчженя (Shenzhen Metro Company, SZMC). 

## Лінії та станції
Обидві перші лінії шеньчженського метрополітену були відкриті одночасно 28 грудня 2004 року. Початкова ділянка складалася з 19 станцій та 20,4 км. 20 червня 2007 року лінія 4 була продовжена на одну станцію. До 2011 року, часу проведення у Шеньчжені Всесвітньої Універсіади, у місті було відкрито ще 2 лінії метрополітену. В 2009 році лінія 4 продовжена на 16 км у північному напрямку. У тому ж році відкрита лінія 3 завдовжки 32,7 км. У 2010 році лінія 1 продовжена на 14 км і відкрита лінія 2 завдовжки 14,4 км. Станом на 2018 рік Шеньчженський метрополітен має такі показники:
| Лінія | Кінцеві станції    | Кінцеві станції | Відкрито       | Останнє розширення | Загальна довжина В км | Станцій |
|       |                    |                 |                |                    |                       |         |
| (1)   | Luohu              | Airport East    | 28 грудня 2004 | 2011               | 41.04                 | 30      |
| (1)   | Chiwan             | Xinxiu          | 28 грудня 2010 | 2011               | 35.78                 | 29      |
| (1)   | Yitian             | Shuanglong      | 28 грудня 2010 | 2011               | 41.66                 | 30      |
| (1)   | Futian Checkpoint  | Qinghu          | 28 грудня 2004 | 2011               | 19.96                 | 15      |
| (1)   | Qianhaiwan         | Huangbeiling    | 22 червня 2011 | —                  | 40.00                 | 27      |
| (1)   | «Xili Lake»        | «Tai'an»        | 28 жовтня 2016 | —                  | 30,3                  | 27      |
| (1)   | «Hongshuwan South» | «Wenjin»        | 28 жовтня 2016 | —                  | 25,3                  | 22      |
| (1)   | «Bitou»            | «Futian»        | 28 червня 2016 | —                  | 51,9                  | 18      |
|       |                    |                 |                |                    |                       |         |

Зі станції «Luohu» пересадка на станцію гонконзького метрополітену «Lo Wu», зі станції «Futian Checkpoint»  — на станцію «Lok Ma Chau». Також на пересадковому центрі "Luohu" знаходиться вокзал швидкісних поїздів до Гуанчжоу (Кантон). Потяги до Гуанчжоу вирушають раз на 15 хвилин, час в дорозі — 1 година, відстань — близько 150 км. Єдина зупинка — місто Дунгуань. На лінії 1 інтервали руху становлять 5-8 хвилин, на лінії 4 — 17 хвилин. Час роботи метрополітену 06:30  — 23:00, по вихідних до 00:00. 
Основу вагонного парку складають вагони Movia 456 виробництва Bombardier. На обох лініях використовуються 6-вагонні склади.

## Галерея

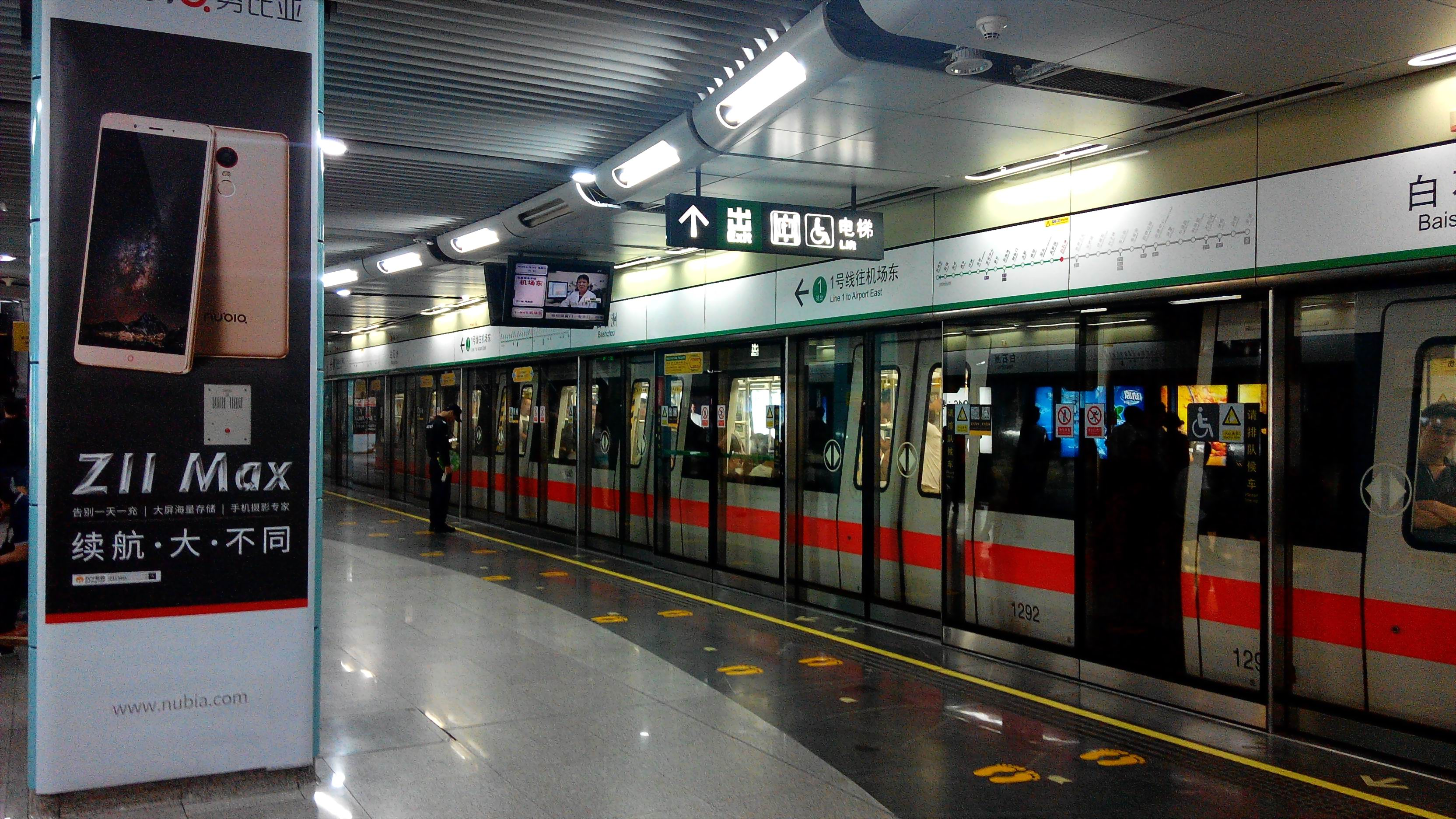
Лінія 1, станція Baishizhou
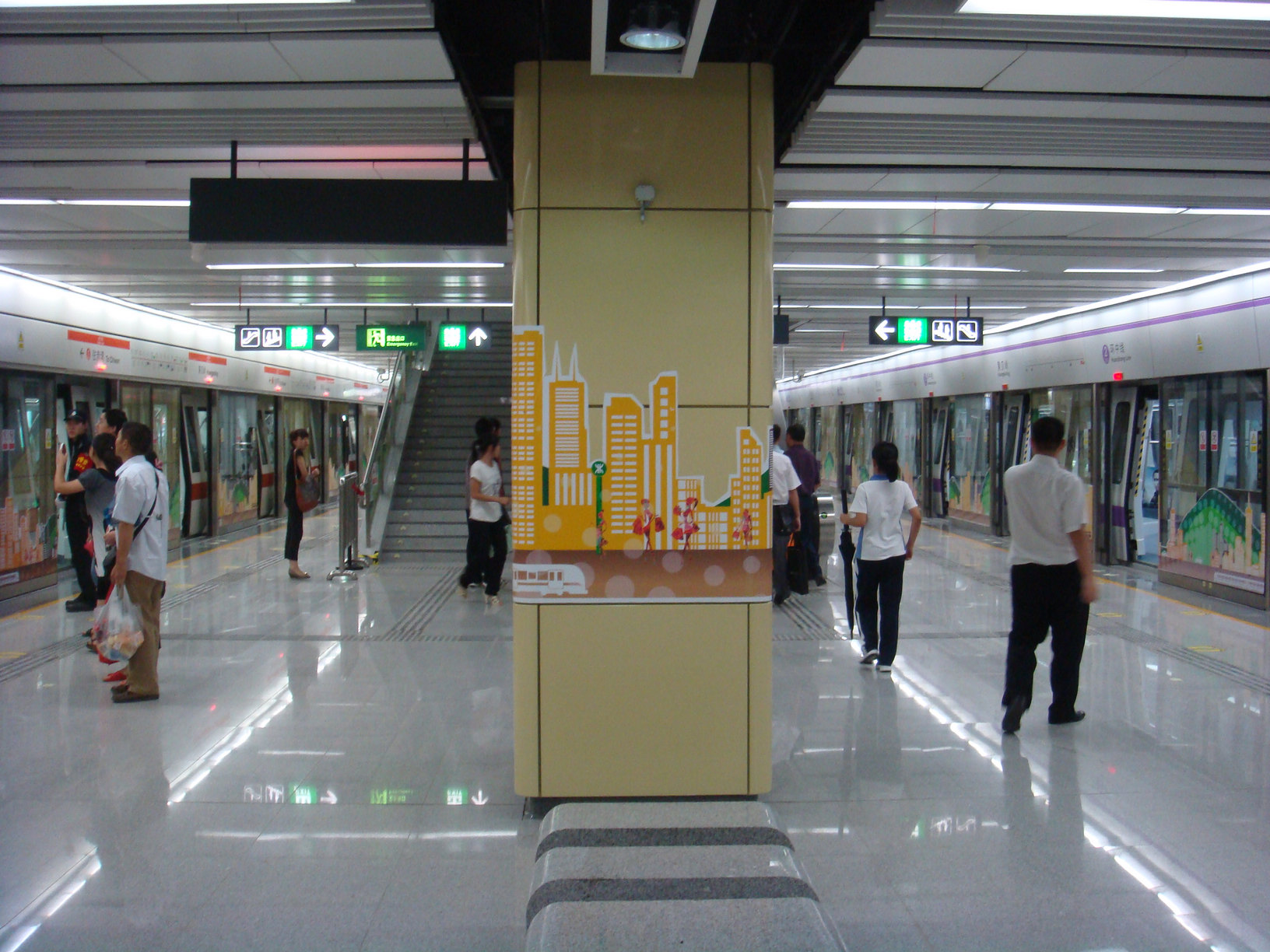
Станція Huangbeiling
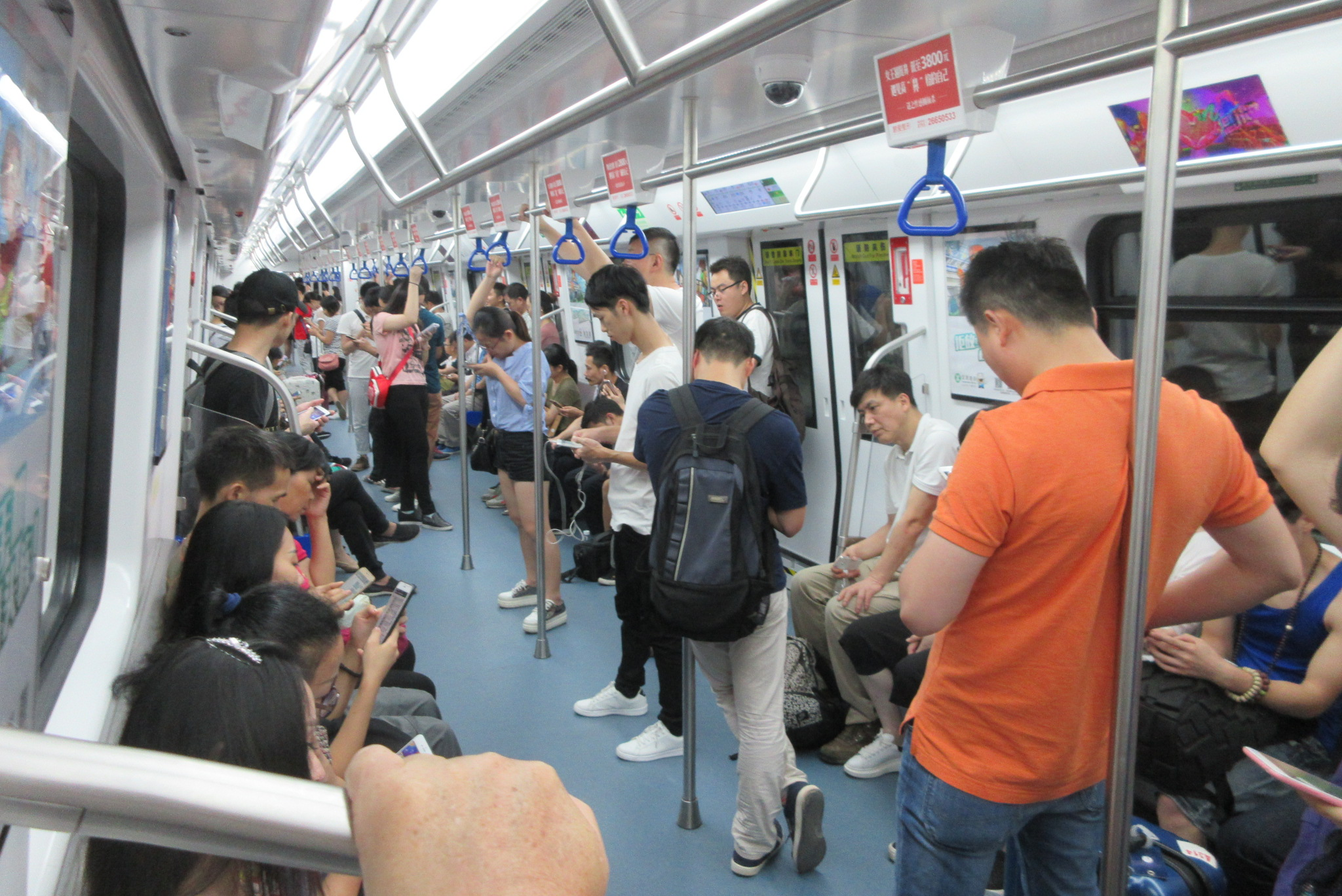
В середині вагона, червень 2017
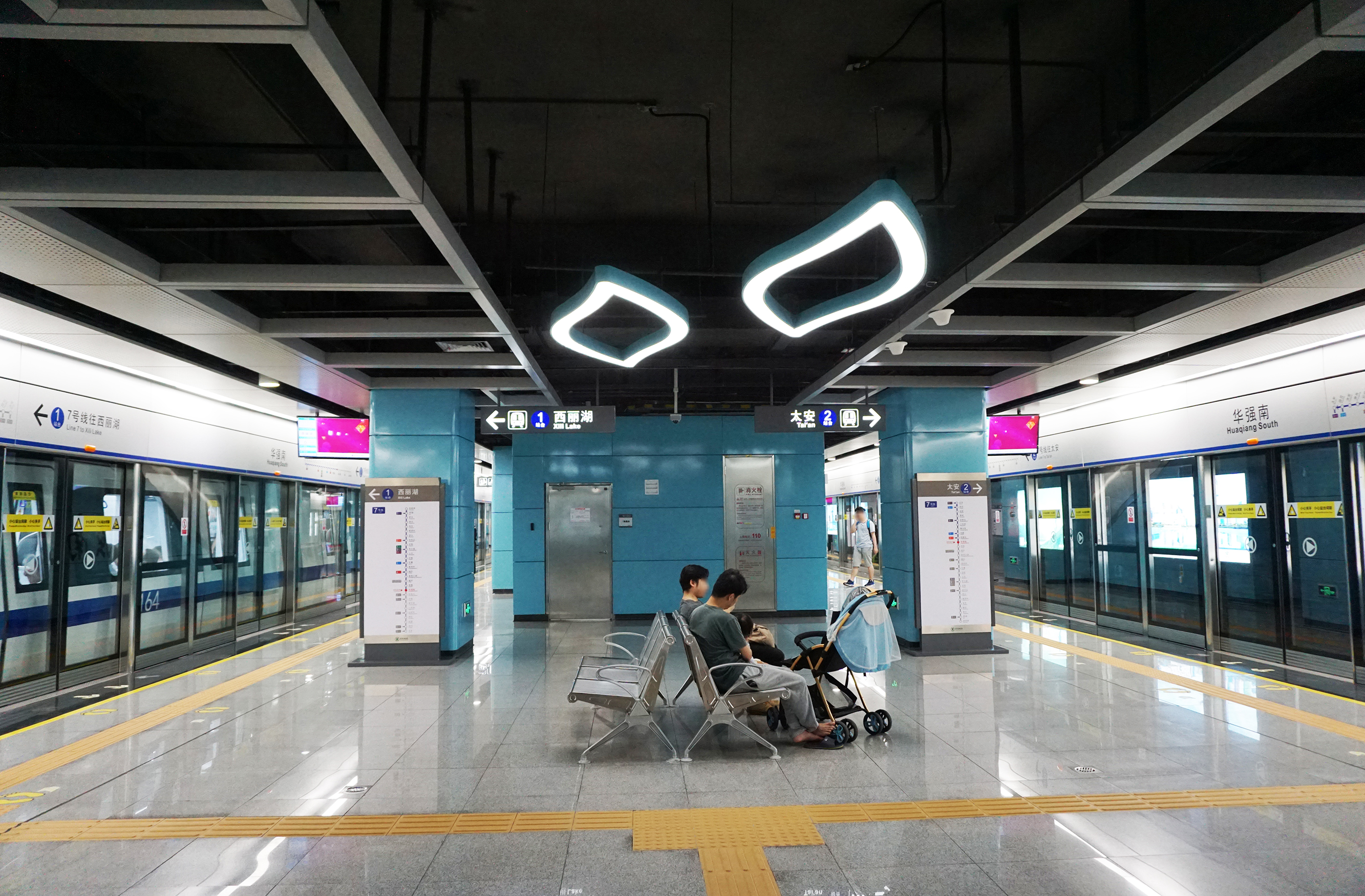
Станція Huaqiang South
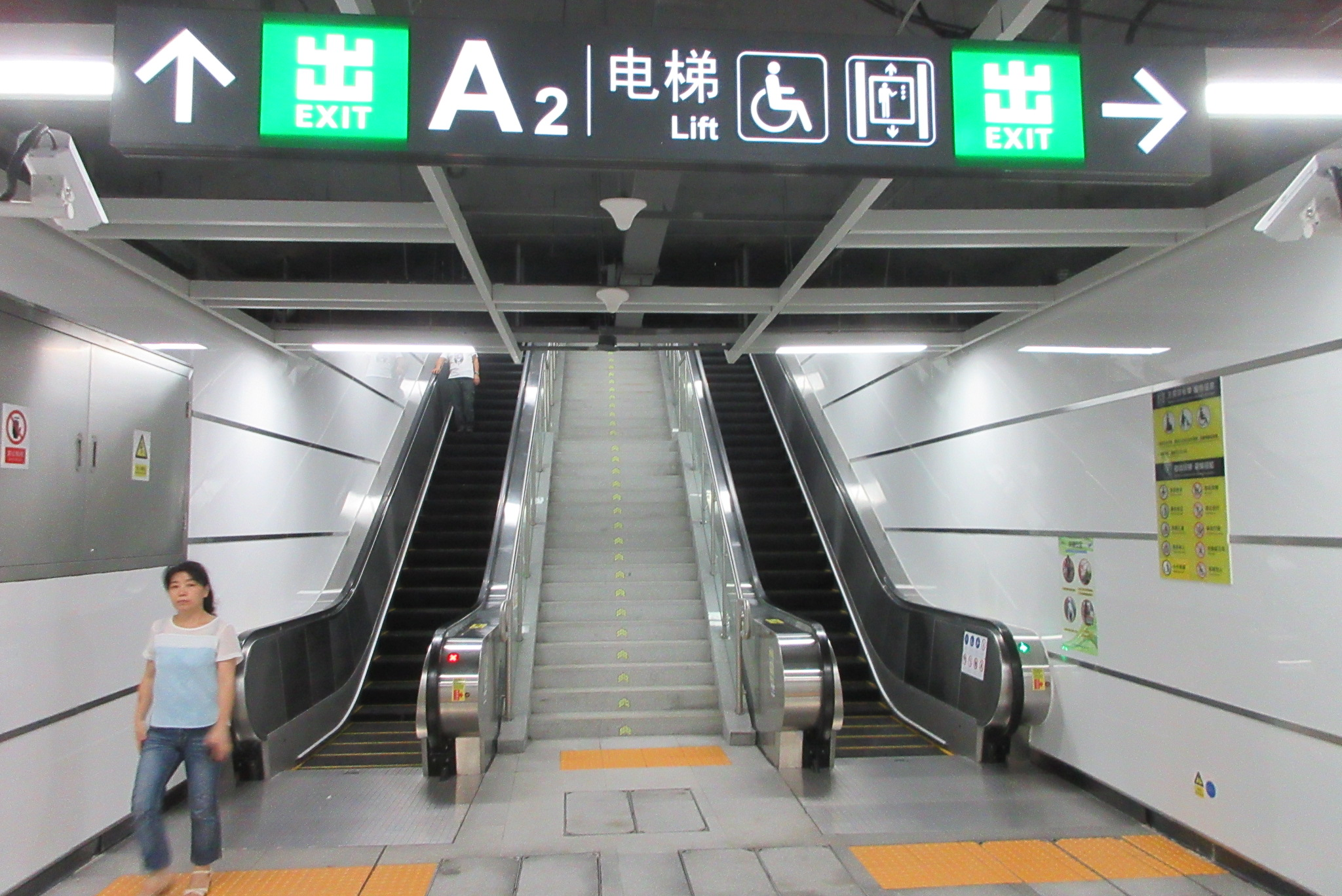
Вихід зі станції Meijing
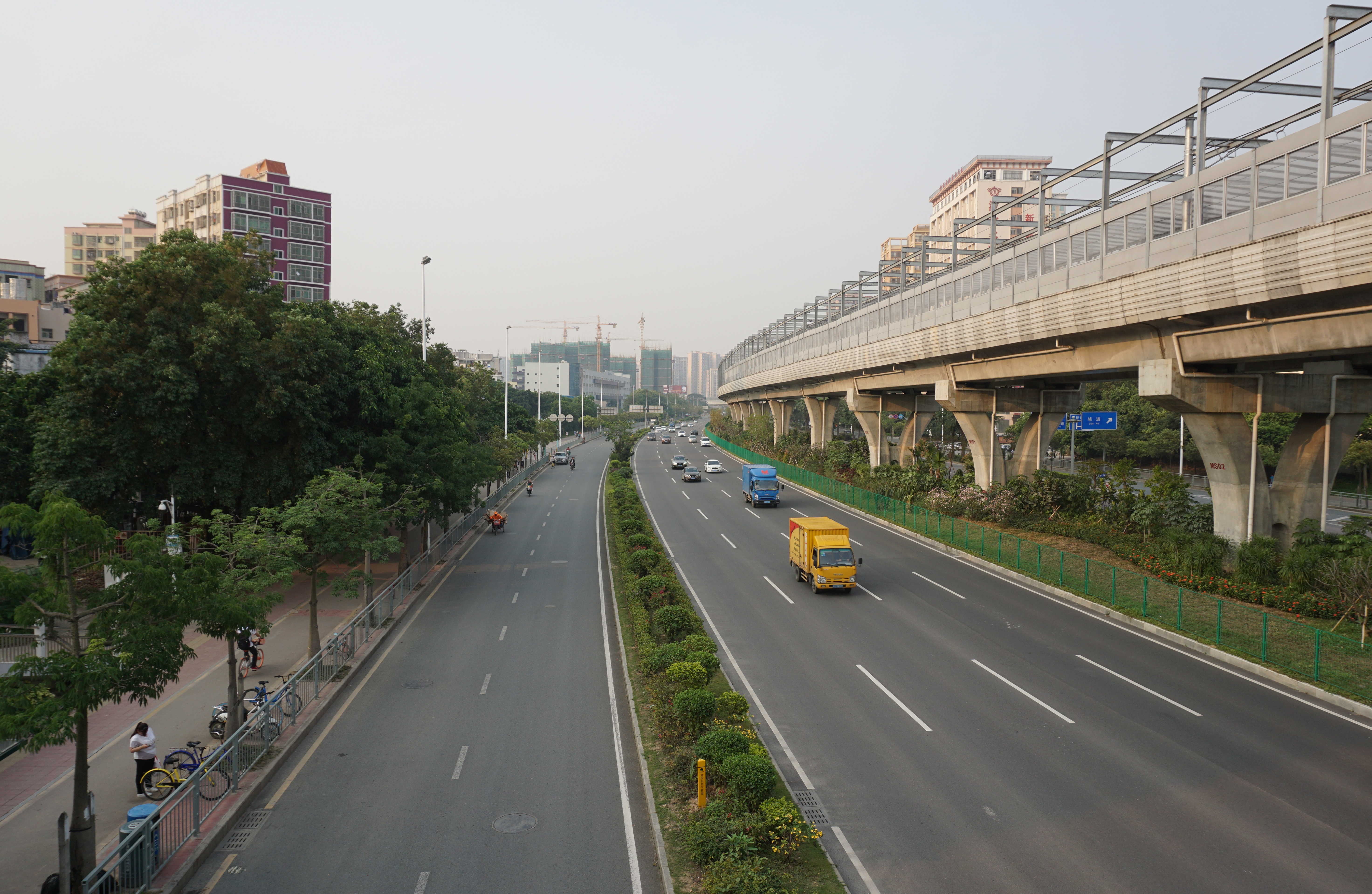
Естакадна ділянка біля станції Ma'an Hill
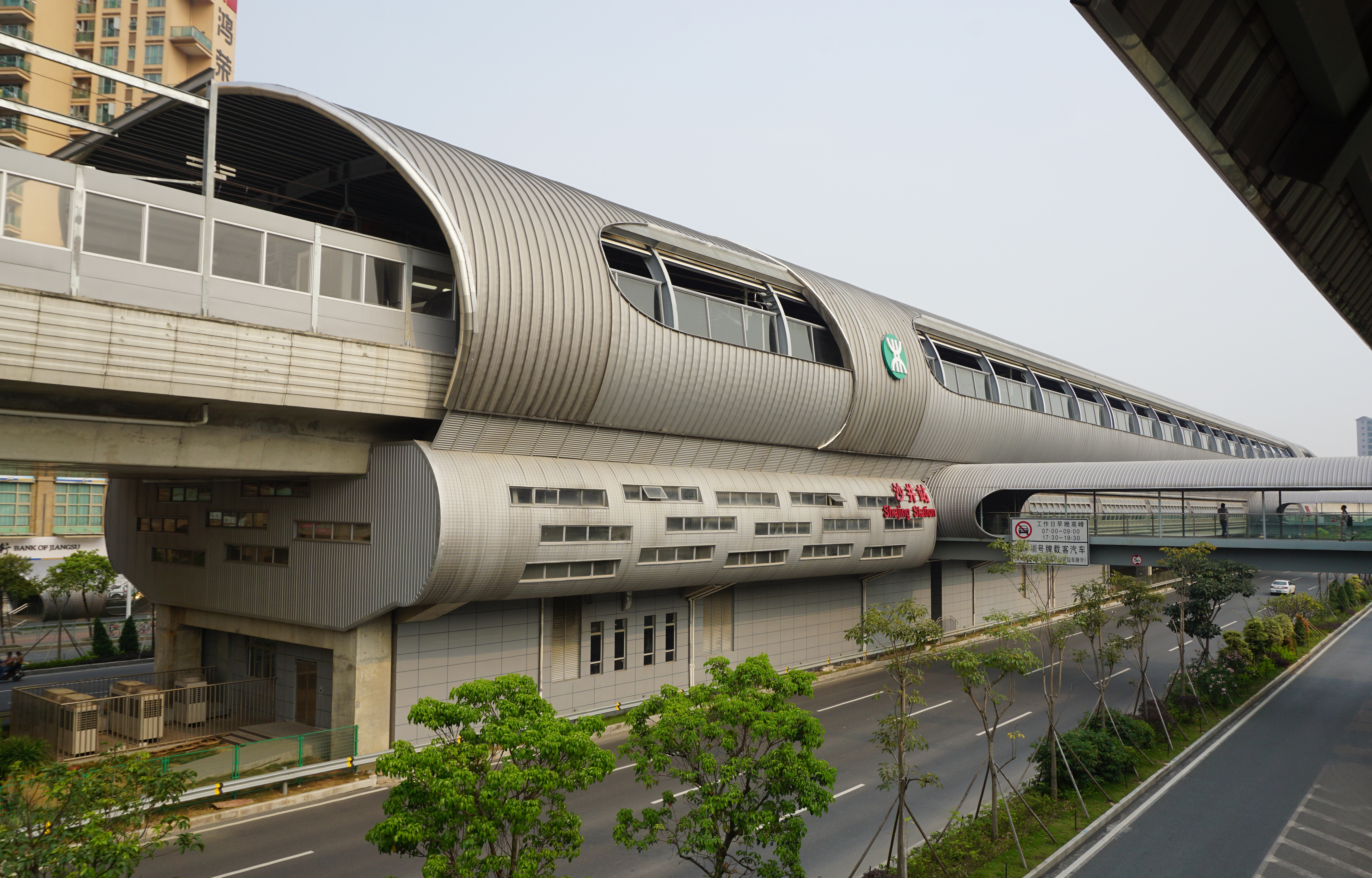
Естакадна станція Shajing
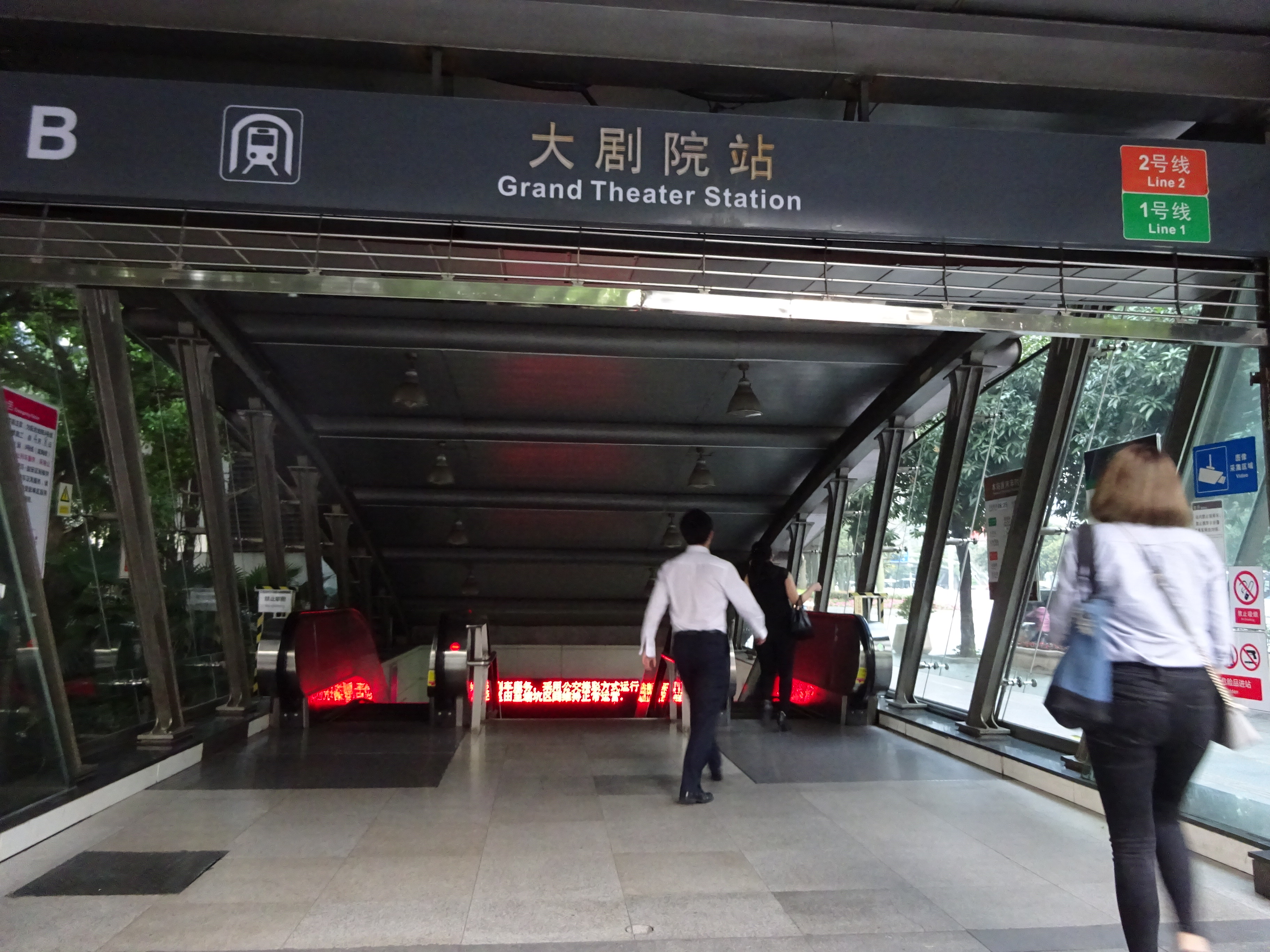
Вихід зі станції Grand Theater, квітень 2016